# 皮涅加區

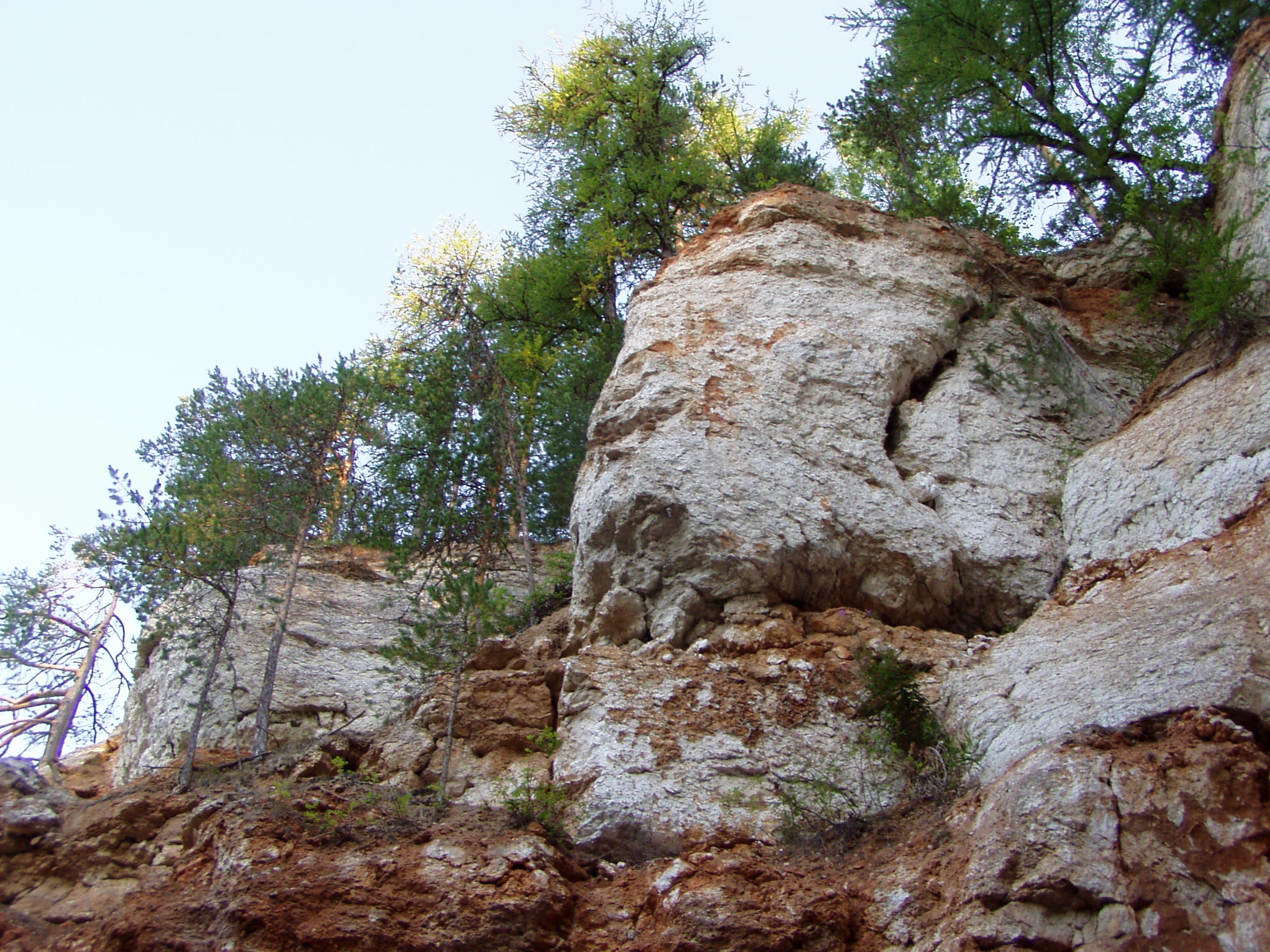

64°04′N 44°27′E / 64.067°N 44.450°E
皮涅加區（俄语：Пинежский район），是俄羅斯的一個區，位於該國西北部，由阿爾漢格爾斯克州負責管轄，始建於1929年7月15日，面積32,100平方公里，2010年人口26,978，人口密度每平方公里0.84人。